# 大宮小夜子
大宮 小夜子（おおみや さよこ、1915年（大正4年） - 1998年（平成10年）3月11日）は日本の歌手。夫は歌手の小野巡。本名は小野正子（旧姓：萩谷）。

## 来歴・人物
1915年（大正4年）、茨城県に生まれる。
1935年（昭和10年）に歌手デビュー。後に「つわもの節」などをデュエットした小野巡と結婚し、引退。戦後は茨城県常陸大宮市で暮らした。
昭和40年代の懐メロブームの際、夫の小野巡は数度テレビ出演したが、大宮は一度も出演しなかった。
1998年（平成10年）3月10日、死去。享年83。